# Best～Fan's Selection～
X JAPAN BEST～FAN'S SELECTION～ è una compilation degli X Japan uscita nel 2001 per l'etichetta Polydor. Contiene 12 brani scelti dalla band tramite un sondaggio tra 49 brani. Il sondaggio è stato fatto online seguendo le votazioni dei fan.

## Tracce
- CD 1

1. 紅 - 6:18 (YOSHIKI - YOSHIKI)
2. Silent Jealousy - 7:18 (YOSHIKI - YOSHIKI)
3. Endless Rain - 6:36 (YOSHIKI - YOSHIKI)
4. Rusty Nail - 5:28 (YOSHIKI - YOSHIKI)
5. Tears - 10:28 (Hitomi Shiratori, YOSHIKI - YOSHIKI)
6. Art of Life - 28:56 (YOSHIKI - YOSHIKI)

- CD 2

1. DAHLIA - 7:58 (YOSHIKI - YOSHIKI)
2. Say Anything - 8:42 (YOSHIKI - YOSHIKI)
3. Forever Love (Single ver.) - 8:44 (YOSHIKI - YOSHIKI)
4. Longing～跡切れたmelody～ - 7:39 (YOSHIKI - YOSHIKI)
5. SCARS - 5:06 (HIDE - HIDE)
6. Crucify My Love - 4:36 (YOSHIKI - YOSHIKI)

## Formazione
- Toshi - voce
- HEATH - basso (Tracce: CD1 - 4; 5; 6. CD2 - 1; 3; 4; 5; 6).
- TAIJI - basso (Tracce: CD1 - 1; 2; 3. CD2 - 2).
- PATA - chitarra
- Hide - chitarra
- Yoshiki - batteria & pianoforte

## Risultati del sondaggio
Le canzoni sono state scelte tramite votazione dai fan e i risultati, riportati nel booklet dell'album, sono stati i seguenti.
1. Kurenai (11,656 voti)
2. Silent Jealousy (11,051 voti)
3. ENDLESS RAIN (9,441 voti)
4. Rusty Nail (9,310 voti)
5. Tears (8,542 voti)
6. ART OF LIFE (8,432 voti)
7. DAHLIA (8,294 voti)
8. Say Anything (8,160 voti)
9. Forever Love (Single Ver.) (7,809 voti)
10. Longing～跡切れたmelody～ (7,670 voti)
11. SCARS (7,080 voti)
12. CRUCIFY MY LOVE (6,966 voti)
13. Standing Sex (5,844 voti)
14. Longing～切望の夜～ (5,763 voti)
15. X (5,687 voti)
16. SADISTIC DESIRE (Single Ver.) (5,354 voti)
17. WEEK END (Single Ver.) (4,290 voti)
18. ROSE OF PAIN (4,274 voti)
19. Voiceless Screaming (4,195 voti)
20. CELEBRATION (4,123 voti)
21. BLUE BLOOD (4,070 voti)
22. Stab Me In The Back (3,512 voti)
23. Joker (2,920 voti)
24. Orgasm (2,898 voti)
25. Forever Love (Last Mix) (2,859 voti)
26. The Last Song (2,468 voti)
27. VANISHING LOVE (2,430 voti)
28. WEEK END (2,430 voti)
29. UNFINISHED (2,403 voti)
30. Forever Love (Acoustic Ver.) (2,399 voti)
31. SADISTIC DESIRE (2,397 voti)
32. I'LL KILL YOU (2,058 voti)
33. Miscast (2,052 voti)
34. DRAIN (1,975 voti)
35. KURENAI (1,909 voti)
36. UN-FINISHED... (1,751 voti)
37. ALIVE (1,739 voti)
38. EASY FIGHT RAMBLING (1,715 voti)
39. Desperate Angel (1,592 voti)
40. Es Durのピアノ線 (1,505 voti)
41. WORLD ANTHEM (1,372 voti)
42. Love Replica (1,363 voti)
43. XCLAMATION (1,263 voti)
44. White Wind From Mr. Martin (1,230 voti)
45. White Poem I (1,222 voti)
46. PHANTOM OF GUILT (1,159 voti)
47. GIVE ME THE PLEASURE (1,118 voti)
48. WRIGGLE (1,103 voti)
49. DEAR LOSER (594 voti)

Il totale dei voti è stato 201,434.